# Ревущине (заказник)
Реву́щине — ландшафтний заказник місцевого значення. Розташований у межах Кобеляцького району Полтавської області, біля села Ревущине, що на південь від міста Кобеляків.
Площа природоохоронної території 616 га. Створений 1999 року.
Охороняється природний лучно-болотний комплекс у заплаві річки Орелі. Включає в себе стариці та заплавні озера. Місце гніздування багатьох видів водно-болотних птахів.